# Рачков Андрій Костянтинович
Андрій Костянтинович Рачков (нар. 6 червня 1951 року, Рязань) — російський фармаколог. Доктор медичних наук (1990), професор (1991), з'являвся їм, зокрема, в Тульскому університеті. Заслужений діяч науки РФ (2002).
Закінчив з відзнакою лікувальний факультет Рязанського медичного інституту (1974), а потім очну аспірантурі при кафедрі фармакології того ж інституту (1977). З того ж року після захисту — канд. мед. наук та почав працювати асистентом тієї ж кафедри, у 1989—1991 рр. в. о. зав. кафедрою. У 1989 році захистив докторську дисертацію, затверджений ВАК в 1990 році. У 1991—1994 рр. професор Рязанської державної сільськогосподарської академії. У 1994—1995 рр. с. н. с. кафедри фармакології та молекулярної радіобіології РДМУ (Москва). З 1994 по 2000 рік був членом спеціалізованих учених рад при Рязанському медуніверситеті та Тульському університеті. З 1996 року керував лабораторією «Лікарські форми і клінічна фармакологія» в НДІ нових медичних технологій МО3 РФ (м. Тула). Був професором кафедри медико-біологічних дисциплін медичного факультету ТулДУ, НДІ фармації (м. Москва), кафедри апітерапії Академіі бджільництва (м. Рибне Рязанської обл.). Заступник директора з наукової роботи ТОВ фірми «Біокор» (м. Пенза). Підготував 21 кандидата наук і 7 докторів наук. Створив і запатентував композиційний препарат на основі спиртового екстракту личинок воскової молі «Бальзам Доктора Рачкова», а також брав участь у створенні на основі квіткового пилку, вітамінів Е і С і екстракту коренів елеутерококу препарату «Елтон».
П'ять державних нагород, медаль «Ветеран праці», знак «Відмінник охорони здоров'я» (СРСР).
Автор 688 публікацій, зокрема багатьох робіт по апітерапії, 5 монографій, 20 навчальних посібників. 18 патентів і свідоцтв на винаходи.